# Eye of the Dictator
 (mars 2015).
Si vous disposez d'ouvrages ou d'articles de référence ou si vous connaissez des sites web de qualité traitant du thème abordé ici, merci de compléter l'article en donnant les références utiles à sa vérifiabilité et en les liant à la section « Notes et références ».
Eye of the Dictator est un film documentaire britannique réalisé par Hans-Günther Stark, sorti en 1988. 
Ce documentaire est une compilation de films de la période nazie, qui s'intéresse à la production de films d'actualité nazis pendant la guerre, sous le contrôle du ministre de la Propagande du Troisième Reich, Joseph Goebbels. Le film met en avant la place des enfants de Joseph Goebbels dans ces films de propagande. Ils sont souvent présents dans les médias, où ils eurent une place importante. Ainsi, en 1942, les enfants Goebbels apparaissent 34 fois dans les films d'actualité hebdomadaires.